# Tęgobórz
Tęgobórz – wieś w Polsce położona w województwie śląskim, w powiecie zawierciańskim, w gminie Szczekociny.
W 1595 roku wieś położona w powiecie lelowskim województwa krakowskiego była własnością Macieja Szczepanowskiego. W latach 1975–1998 miejscowość administracyjnie należała do województwa częstochowskiego.

## Nazwa
Miejscowość była wzmiankowana w formach Thangoborza (1356), Tagobor (1377), Thąngoborz oraz Thagoborza (1470-80), Tęgoborze (1680), Tęgobórz (1827). Jest to nazwa dzierżawcza od nazwy osobowej *Tęgobor.